# Örmények
Az örmények kaukázusi és kelet-anatóliai eredetű népcsoport. Legnagyobb számban Örményországban élnek, de az évszázados szétszóródás miatt a világ több országában nagyszámú örmény diaszpóra él. Az egyik legrégebben megtelepedett kaukázusi népcsoport, a Kaukázusban és Kelet-Anatóliában több mint 3500 éve élnek.

## Az örmények története

### Az örmények eredete
A 20. századig az örménység története nagyrészt összefüggött Örményország történetével. Az örmény állam létrejötte i. e. 6. századra tehető. Örményország a Hettita Birodalom és az Urartu Királyság romjain jött létre a kisebb örmény törzsek szövetségéből. Hérodotosz szerint az örmények phrügiai telepesek keletre vándorolt népcsoportjai voltak. Feltételezése szerint az örmények őshazája Kis-Ázsia keleti részén feküdt, amit a frígiaiak kolonizáltak i. e. 1200 körül. I. e. 696-ban a fríg településeket megtámadták a kimmerek, és ez idézte elő a frígek – örmények – kelet felé vándorlását.
A másik vélemény eredetüket illetően, hogy a hettiták utódai lennének, de ez az elmélet nehezen bizonyítható, mert a hettita nyelv és az örmény nyelv közti kapcsolat bizonytalan. Például az ógörög nyelvnek is vannak olyan vonásai, mint a hettitának, bár ez okvetlenül nem zárhatná ki a hettita–örmény elméletet, de nem illeszthető a jelenlegi indoeurópai nyelvelmélet keretei közé. Jelenleg azonban a nyelvelméletek képzik az ókortörténet alapját, a régészet és a történettudomány egyéb elképzelései másodlagos szerepűek.
Az i. e. 1. évezred folyamán Hajasa állam, és az abban lakó ḫay nép először Urartu fennhatósága alá került, a vele szomszédos Arme országban pedig az arme törzsek. Az örmények ma saját nyelvükön „hay”-nak nevezik magukat, a közismert népnév a Perzsa Birodalom bukását követő Armenia Magna népeinek nevéből származik. Ebben a korban indult meg a hayok és armék egységes néppé válásának folyamata. Az etnogenezisben szerepet játszhatott a moszkhoszok törzse is, amely az i. e. 12. században tűnik fel. Ez a nép a mushik nevével rokon, valószínűleg ugyanazt takarja. Ez azonban ismét kapcsolatot teremt a frígekkel, akiknek néppé alakulásában szintén részt vett a mushi törzs, ugyanakkor a hettitákkal is, akik ugyanebben az időben ma még rejtélyesnek nevezhető körülmények között eltűntek Anatóliából.
Az örmény etnogenezis területileg nem a mai Örményországban, hanem attól nyugatra, délnyugatra zajlott. A Van-tó, Szeván-tó és az Urmia által képzett háromszögön belül voltak a fő területek, ezekhez kapcsolódott Kelet-Anatóliában Hajasa, Nyugat-Mezopotámiában Szóphéné. Az örmény nép keletkezése három mai állam határvidékének találkozására esik, Törökország, Irán és Örményország osztozik a volt Urartu területén.

### Az örmény állam létrejötte
Az első örmény állam – Armenia – megalapítása az i. e. 6. század elején történt. Armenia területe fénykorában kiterjedt Észak-Kaukázusra, a mai Törökország keleti és központi területeire, a mai Libanon területére és a mai Irán északnyugati területeire. A római hódítás elkerülte Armeniát, a római uralom alá csak viszonylag rövid időre, (i. sz.) 114–118 között került. 301-ben a világ első államaként Armenia megtette a kereszténységet államvallásnak. Az örmény egyház is hozzájárult ahhoz, hogy az örménységet és az örmény államot szorosabban összetartsa.

### Örmények a Török és az Orosz birodalomban
Bethlen Gábor erdélyi fejedelem több ezer örménynek adott menedéket, akik föként kereskedelmi tevékenységet űztek, és megalapították Szamosújvárt.

### Az örmény népirtás
Április 24-én az örmény nép nagy tragédiájára, a népirtás (genocídium) áldozataira emlékezünk.
A történelem során, amíg a törökök Európa felé terjeszkedtek, viszonylag elviselhető volt az örménység élete. Ahogy szorult ki a török Európából és a Balkánról, úgy nehezedett az örmények sorsa, akik az ősi Örmény-felföldön akár fegyveres népfelkeléssel is független örmény államot akartak létrehozni. A törökök nagy álma a Boszporusztól Kínáig húzódó Turkesztán, melynek megvalósítását mindenképp akadályozta a más nyelvű, más vallású, más hagyományokkal rendelkező, több évezredes múltra visszatekintő ott „útban levő” örménység.
A 19. századig a törökök politikája az erőszakos asszimilálás, vagy az emigrációba kényszerítés volt, de a század végén – a fellángoló szabadságmozgalmak hatására – a nyílt erőszakot és a teljes megsemmisítés taktikáját választották. 1895–1896-ban 300 ezer áldozat, több százezer kivándorló jelzi e politikát, 1909-ben 19 ezer áldozat, 30 ezer hajléktalan.
„Feltétlenül ki kell az örmény népet irtani, hogy egyetlen örmény se maradjon földünkön és Örményországnak még a neve is eltűnjön.” Ezeket a szavakat Nazim bej mondta 1915 elején a Török Egységért és Szabadságért Párt titkos ülésén. Az előkészületek már 1914 májusa óta folytak, vagyis az első világháború kitörése előtt elhatározták az örmények kiirtását.
Az örmény nemzeti tragédiát fokozta a nagyhatalmak egymással vetélkedő – Törökország felosztására törekvő – külpolitikája is (például a cári Oroszországnak a Boszporusz-szorosok megszerzésére irányuló törekvései). A törökök csak az alkalomra vártak, hogy leszámoljanak az oszmán birodalom területén élő örményekkel, akik nemcsak keresztények voltak, hanem a polgárosodásuk révén az esetek többségében jobb módúak, mint a környező muzulmán lakosság.
1914 augusztusában – annak ellenére, hogy az örmények a kaukázusi fronton a török hadsereg soraiban is hősiesen harcoltak – kommandós csapatokat kezdtek kiképezni az örmények ellen. 1915 februárjától az örmény nemzetiségű államhivatalnokokat felfüggesztették állásukból, az örmény katonatiszteket eltávolították a szolgálatból, és főbe lőtték őket. A vezető örmény politikusokat nyilvánosan felakasztották, a 16–60 éves férfiakat kényszermunkára sorozták be, ahol az embertelen körülmények miatt meghaltak, a túlélőket később kivégezték.
Az örmény lakosság további részére a deportálás várt. 1915 szeptemberéig az egész országot három szakaszban átfésülték, és az örmény lakosságot összegyűjtötték. A félsivatagos területen menetelő deportáltakat, nőket, gyerekeket, öregeket az éhínség és a járványok, az ellenük uszított muzulmán lakosok tizedelték, a lemaradókat meggyilkolták, a túlélők koncentrációs táborokban haltak meg. A középkori jellegű kegyetlenkedések mellett megjelentek a modern emberirtó gépezet tervszerű hadműveletei, amelyeket tanulmányozva, később Adolf Hitler is ötleteket merített. 1916 októberéig a törökországi 2,5 millió örményből 1,5 millió lelte halálát, több százezren elmenekültek. Törökország nem elégedett meg a területén élő örmények kiirtásával, 1918-ban megtámadta Kelet-Örményországot, amelynek területét is meg akarta szerezni. Az örmény túlélők életüket csak az előrenyomuló orosz csapatoknak és a mellettük önkéntesként harcoló örményeknek köszönhették.
Az örmény genocídium időpontja egybeesett az első világháborúval, így Európa nem sokat törődött a világ más részeivel. Tiltakozások alig voltak. A világháborúból a németek szövetségeseként, vesztesként került ki Törökország. 1919-ben a győztes szövetséges hatalmak kezdeményezésére egy különleges török hadbíróság elfogulatlan vizsgálat után az örmények kiirtását szervező uralkodó párt vezetőit, főtiszteket és tömeggyilkosokat halálra ítélte. Az 1923-ig hozott ítéleteket végre is hajtották, de a megváltozott politika miatt a többiek amnesztiát kaptak.
A hallgatás évtizedei következtek, amikor a török kormány megpróbálta elfeledtetni a világgal a tragédiát, de agyonhallgatták az 1920-ban a Szovjetunió által annektált Örmény Demokratikus Köztársaságból kialakított utódállamokban is. A teljes megsemmisülés elől a szovjetrendszert választó nép csak Sztálin halála után adhatott hangot nemzeti érzéseinek. Az örmény katasztrófához tartozik az is, hogy a sztálini tisztogatásoknak közel 300 ezer polgáruk esett áldozatul, nem számítva ide a második világháborúban elesetteket. Hruscsov, Brezsnyev, de még Andropov alatt is folytatódott a hallgatás, sőt a KGB a provokációktól sem riadt vissza. A szovjetrendszerben Örményország nem volt független állam, de területi, kulturális és bizonyos gazdasági önállóságot is élvezett. A genocídium – melynek végső összegzésben 2-2,5 millió áldozata volt – ötvenedik évfordulóján (1966) kezdték el a Jereváni Cicernakaberd-emlékmű építését, mely a világ tudtára adja e borzalmat.
A világ csak az 1980-as években vett tudomást hivatalosan is az örmény népirtásról. 1985-ben többek között az ENSZ Emberjogi Bizottsága, 1987-ben az Európai Parlament Politikai Bizottsága, az USA és a közelmúltban Franciaország is elítélte az örmény genocídiumot. A szovjetrendszerben a 70 év alatt az örmények többsége úgy képzelte, hogy a genocídium egyszeri és megismételhetetlen esemény. Azonban a szumgaiti mészárlás, a bakui pogromok újból felélesztették az örményellenességet.
1988–1990-ben a KGB napokon át hagyta a provokált és így feldühödött azeri tömegek vérengzéseit, a csőcselék örményeket legyilkoló magatartását. E területeken ekkor több mint félmillió örménynek kellett napok alatt otthonát elhagynia, csak hogy puszta életét megmentse. A szovjet birodalom felbomlásában mégsem a nemzeti kisebbségek kérdése játszotta a főszerepet, hanem többek között az, hogy a Szovjetunió a nemzeti jövedelmének már 60-75%-át a katonai költségvetés emésztette fel. 1991. szeptember 21-én valósággá vált az örmény nép évszázados álma, megalakult az Örmény Köztársaság. Szabad, független Örményország jött létre, saját kormánnyal, címerrel, zászlóval és himnusszal.
Az örmény nép ellen elkövetett bűnök körül jócskán akad még tisztázni való. A kérdés még koránt sincs lezárva: Törökország jelenleg nem hajlandó a múlt bűneinek tisztázására, az amerikai és európai biztosítótársaságok és bankok ma még nem hajlandók az ún. „alvó számlák” örököseit kielégíteni, bár a nemzetközi rendezésre már van jogi precedens. Ezek a kérdések tisztázhatók, az elmúlt években már felmerült a független Örményország politikai köreiben a törökökkel folytatott párbeszéd lehetősége. Ennek a törekvésnek kifejezése az évenkénti, április 24-én tartott gyertyagyújtás.

## Vallás
Főleg a keleti katolikus egyházakhoz tartozó, legősibb keresztény vallás, főként az örmény apostoli ortodox egyház, az örmény katolikus egyház és az Örmény Evangélikus Egyház hívei.